# 亚卓镇
亚卓乡，是中华人民共和国四川省甘孜藏族自治州道孚县下辖的一个乡镇级行政单位。
2020年6月，撤销红顶乡，将原红顶乡红顶村、地入村所属行政区域划归亚卓镇管辖，亚卓镇人民政府驻各布村1组27号。

## 行政区划
亚卓乡下辖以下地区：
呷拉坎村、乌拉村、容须卡村、巴里村、各布村、莫洛村、卡六村、亚马子村和盘龙村。